# خالد البريكي
خالد سعود سيف البريكي (4 أكتوبر 1975 -)، ممثل وإعلامي سعودي يعيش في الكويت.

## عن حياته
درس الهندسة الميكانيكية. بدأ مشواره الفني مع مسرح الشباب عام 1992 واستمر حتى عام 1998، العام الذي شهد انطلاقته وذلك بمسلسل دارت الأيام، واستطاع من خلال هذا العمل أن يُحقق النجاح ويعرف اسمه، واستمر بعدها بتقديم أعمال فنية بالتلفزيون والمسرح. وقد التحق «بالمعهد العالي للفنون المسرحية» في الكويت بعد دخوله للمجال الفني بعده سنوات، وحصل على شهادة البكالوريوس بالتمثيل والإخراج.

### أسرته
تزوج في 20 سبتمبر 2011، وأنجبا في يونيو من عام 2012 ابنتهما «شيخة»، وفي شهر فبراير من عام 2014 أنجبا ابنتهما «طيبة».

## أعماله الفنية

### المسلسلات
| سنه الإنتاج | اسم المسلسل                   | بمشاركة                                                                            |
| ----------- | ----------------------------- | ---------------------------------------------------------------------------------- |
| 1998        | دارت الأيام                   | محمد المنصور، حسين المنصور، زهرة الخرجي، طيف، فاطمة الحوسني                        |
| 1999        | دروب الشك                     | محمد المنصور، حسين المنصور، أحلام محمد، زهرة الخرجي                                |
| 1999        | سلامتك                        | عبد الرحمن العقل، خالد أمين، منى عبد المجيد                                        |
| 2000        | سوق المقاصيص                  | عبد الحسين عبد الرضا، سعد الفرج، حياة الفهد، إبراهيم الصلال، علي المفيدي           |
| 2000        | الوحل                         | باسم عبد الأمير، زهرة عرفات، وليد الضاعن                                           |
| 2001        | من ملفات المحاكم              | أحمد الصالح، غانم الصالح، انتصار الشراح، إبراهيم الحربي                            |
| 2001        | الحياة امرأة                  | جاسم النبهان، أحلام محمد، حسين المنصور، بدرية أحمد، محمود بوشهري                   |
| 2001        | صالح وطالح                    | غانم الصالح، محمد العجيمي، ليلى السلمان، طيف                                       |
| 2001        | سر الحياة                     | إبراهيم الحربي، زينب العسكري، أحمد السلمان، عبير الجندي                            |
| 2001        | القدر المحتوم                 | سعاد عبد الله، محمد المنصور، نورمان أسعد، جاسم النبهان                             |
| 2002        | الاعتراف (تم منعه)            | علي المفيدي، خالد النفيسي، غانم الصالح، جاسم النبهان                               |
| 2002        | كشف حساب                      | علي المفيدي، هيفاء عادل، حسين المنصور                                              |
| 2002        | ناس وناس                      | محمد المنصور، فخرية خميس، زينب العسكري، منصور المنصور                              |
| 2003        | يوم آخر                       | عبد العزيز جاسم، غازي حسين، زهرة الخرجي، هدى الخطيب، لمياء طارق                    |
| 2003        | زحف العقارب                   | عبد العزيز جاسم، جمال الردهان، زهرة الخرجي، محمد العجيمي، ليلى السلمان             |
| 2004        | أسد الجزيرة (تم منعه)         | محمد المنصور، عبد الرحمن العقل، حياة الفهد                                         |
| 2004        | الأخرس                        | جاسم النبهان، عبد الإمام عبد الله، عبير أحمد، طيف                                  |
| 2004        | سرى الليل                     | هيفاء عادل، إبراهيم بحر، حبيب غلوم، هبة الدري                                      |
| 2004        | هدوء وعواصف                   | غازي حسين، زينب العسكري، فاطمة عبد الرحيم، لطيفة المجرن                            |
| 2004        | غصات حنين                     | محمد المنصور، حسين المنصور، عبد المحسن النمر، هدى الخطيب، هيفاء حسين               |
| 2005        | عذاري                         | زينب العسكري، أحمد السلمان، محمد العجيمي، منى شداد                                 |
| 2005        | شملان                         | جاسم النبهان، عبد الإمام عبد الله، عبير الجندي، هبة الدري، أمل عبد الكريم          |
| 2005        | الدكتورة                      | عبد الرحمن العقل، هدى حسين، جاسم النبهان، أميرة محمد                               |
| 2005        | صحوة زمن                      | سعاد عبد الله، محمد المنصور، حسين المنصور، زهرة عرفات، مرام، سعاد علي              |
| 2006        | حبل المودة                    | عبد الحسين عبد الرضا، محمد جابر، سعاد علي، طارق العلي                              |
| 2006        | الفرية                        | حياة الفهد، مريم الصالح، صلاح الملا، فخرية خميس، منى شداد، هند البلوشي             |
| 2006        | جنون الليل                    | غازي حسين، بدرية أحمد، سعيد قريش، أميرة محمد، رنا أبيض، محمد الصايغ                |
| 2006        | عندما تعود الايام             | لطيفة المجرن، أميرة محمد، شيماء سبت، هيفاء حسين                                    |
| 2007        | بلاغ للرأي العام (ضيف شرف)    | أحمد السلمان، سعاد علي، عبير أحمد، لطيفة المجرن، أحلام حسن                         |
| 2007        | حراير                         | أحمد السلمان، سعاد علي، عبير أحمد، لطيفة المجرن، أحلام حسن                         |
| 2007        | جمانة                         | أحمد السلمان، طيف، شيماء سبت، شجون الهاجري                                         |
| 2007        | خالد بن الوليد - الجزء الثاني | سامر المصري، سلوم حداد، خالد أمين                                                  |
| 2007        | كاني وماني - برنامج           | عبد الناصر درويش، حسن البلام                                                       |
| 2008        | نقش الحنة                     | مريم الصالح، طيف، أحمد إيراج، مرام، علي السبع                                      |
| 2008        | جاري يا حمودة                 | يوسف الجراح، خالد سامي، لطيفة المجرن                                               |
| 2008        | الداية                        | حياة الفهد، محمد جابر، باسمة حمادة، سعاد علي، منى شداد                             |
| 2008        | فضة قلبها أبيض                | سعاد عبد الله، أسمهان توفيق، هدى حسين، حسين المنصور، خالد أمين                     |
| 2008        | مسك وعنبر                     | سعد الفرج، غانم الصالح، عبد العزيز المسلم، انتصار الشراح                           |
| 2009        | وكان وهما - سهرة تلفزيونية    | مرام                                                                               |
| 2009        | هديل الليل                    | حسن رجب، شهد الياسين، محمد الصايغ                                                  |
| 2009        | الساكنات في قلوبنا            | لمياء طارق، حبيب الحبيب، شيماء سبت                                                 |
| 2009        | سوق واقف                      | إبراهيم الصلال، غانم الصالح، جاسم النبهان، انتصار الشراح                           |
| 2009        | أم البنات                     | سعاد عبد الله، غانم الصالح، باسمة حمادة، حمد العماني، فاطمة الصفي، ملاك            |
| 2009        | طول بالك                      | طارق العلي، هيا الشعيبي، شهاب حاجيه، أحمد الفرج                                    |
| 2010        | وعد لزام                      | جاسم النبهان، أسمهان توفيق، خالد أمين، علي البريكي، من الأردن عبير عيسى            |
| 2010        | أيام الفرج                    | غانم الصالح، أسمهان توفيق، باسمة حمادة، خالد أمين                                  |
| 2010        | زوارة الخميس                  | سعاد عبد الله، محمد المنصور، مشاري البلام، إلهام الفضالة                           |
| 2010        | أم سعف جتكم 3                 | طارق العلي، هيا الشعيبي، عيسى العلوي                                               |
| 2010        | قصة هوانا - حلقات منفصلة      | مجموعة من الممثلين                                                                 |
| 2011        | الجليب                        | حياة الفهد، صلاح الملا، علي السبع، باسمة حمادة، هند البلوشي، محمد المنيع           |
| 2011        | شوية أمل                      | محمد المنصور، زهرة عرفات، إبراهيم الحساوي                                          |
| 2011        | أخبار البطاطا - برنامج        | منى شداد، شعبان عباس، داوود حسين، نادية كرم                                        |
| 2011        | نوح الحمام                    | هيفاء حسين، محمود بوشهري، فاطمة الحوسني                                            |
| 2011        | الفلته                        | طارق العلي، منى شداد، نورة العميري                                                 |
| 2011        | الحب المستحيل - حلقات منفصلة  | مجموعة من الممثلين                                                                 |
| 2012        | شارع 90                       | جاسم النبهان، أسمهان توفيق، زهرة الخرجي، باسمة حمادة                               |
| 2012        | أرواح                         | فخرية خميس، خالد أمين، لمياء طارق                                                  |
| 2012        | خادمة القوم                   | جاسم النبهان، هدى حسين، انتصار الشراح، حسن البلام، منى شداد، عبير الجندي، سعاد علي |
| 2012        | يا تصيب يا تخيب               | سمير الناصر، إبراهيم الحساوي، هيفاء حسين، شمعة محمد                                |
| 2013        | أول الصبح                     | باسمة حمادة، لطيفة المجرن، سليمان الياسين، عبد الإمام عبد الله                     |
| 2013        | البيت بيت أبونا               | سعاد عبد الله، حياة الفهد، إبراهيم الصلال، محمد جابر                               |
| 2013        | هذه ليلتي                     | هيا الشعيبي، إنتصار الشراح، هند البلوشي، مشاري البلام                              |
| 2013        | هشتقه - الجزء الثاني          | فهد الحيان، ماجد مطرب فواز، فخرية خميس                                             |
| 2014        | أشوفكم على خير                | حسين المنصور، إلهام الفضالة، بثينة الرئيسي، يعقوب عبد الله                         |
| 2014        | الفلته الجزء الثالث (ضيف شرف) | طارق العلي، منى شداد، سلطان الفرج، مبارك المانع، نورة العميري                      |
| 2014        | تقاطيع                        | تركي اليوسف، عبد الله السناني، محمد جابر                                           |
| 2015        | أنيسة الونيسة                 | عبد المحسن النمر، فخرية خميس، ملاك، فاطمة الصفي، عبد الله الطراروة،إلهام علي       |
| 2015        | منا وفينا                     | عبد الله السدحان، محمد العيسى، مريم الغامدي، ميساء مغربي                           |
| 2015        | صديقاتي العزيزات              | إلهام الفضالة، شجون الهاجري، بشار الشطي، عبد المحسن النمر                          |
| 2015        | حصاد الزمن                    | حسين المنصور، زهرة عرفات ،عماد اليوسف، لطيفة المجرن                                |
| 2015        | العم صقر                      | داوود حسين، فاطمة الصفي ،فؤاد علي، حمد أشكناني، ليلى عبد الله                      |
| 2016        | شرباكة                        | مها سالم، عبد العزيز السكيرين، مروة محمد، وفاء مكي                                 |
| 2016        | بين ليلة وضحاها               | عبد المحسن النمر، فخرية خميس، إلهام علي                                            |
| 2017        | نهاية حلم                     | انتصار الشراح، عبد الله بوشهري، أحمد السلمان، فهد البناي، ملاك                     |
| 2017        | قلب العدالة                   | فاطمة الطائي، محمد العامري، نيفين ماضي                                             |
| 2017        | دموع الأفاعي (ضيف شرف)        | حسين المنصور، زهرة عرفات، هند البلوشي، شهاب حاجيه                                  |
| 2018        | مسرح الجريمة: الجنطة          | فيصل العميري، سلطان الفرج                                                          |
| 2019        | حضن الشوك                     | إبراهيم الحربي، إلهام الفضالة، عبير أحمد، ليلى عبد الله                            |
| 2019        | برنامج المسباح                | مجموعة من المُمثلين                                                                 |
| 2020        | قرقاشة 2                      | بشار الجزاف، لولوة الملا، ميس كمر، شيلاء سبت                                       |
| 2020        | بين أنف وشفتين                |                                                                                    |
| 2021        | كف ودفوف                      | هدى حسين، خالد البريكي، شيماء علي، لولوة الملا، عبد الله البلوشي                   |
| 2022        | من شارع الهرم إلى ...         | هدى حسين، خالد البريكي، لولوة الملا، ليلى عبد الله، فرح الصراف، ناصر الدوسري،      |

### المسلسلات الإذاعية
| سنه الإنتاج | اسم المسلسل    | بمشاركة                                                  |
| ----------- | -------------- | -------------------------------------------------------- |
| 2007        | حبابة          | مجموعة من الممثلين                                       |
| 2015        | الدنيا مصالح   | عبد الرحمن العقل، إنتصار الشراح ،جمال الردهان            |
| 2016        | سيد البحر      | عبد الرحمن العقل، إبراهيم الصلال ،جاسم النبهان، سعاد علي |
| 2017        | الرحلة         | عبد الرحمن العقل، عبد الإمام عبد الله، إنتصار الشراح     |
| 2018        | سوالف ايديده   | هدى حسين، محمد العجيمي، محمد العلوي                      |
| 2019        | عساكم من عواده | محمد المنصور، جاسم النبهان، إبراهيم الحربي               |

### برامج[7]

#### إذاعية
- الديوانية - مارينا أف إم
- أبديت - إذاعة الكويت
- مع خالد وهاشم - إذاعة الكويت (من إعداده)
- فوزنا (2016، 2017، 2018) - إذاعة الكويت

#### تلفزيونية
- منصات - تلفزيون الكويت (من إعداده)
- هو وهي - إم بي سي 1 مع رزان مغربي
- ليالي الكويت - تلفزيون الكويت (حلقتين فقط)

### في المسرح

#### المسرح الجماهيري
| سنه الإنتاج | المسرحية                     | بمشاركة                                              |
| ----------- | ---------------------------- | ---------------------------------------------------- |
| 1998        | كوكب السعادة                 | مجموعة من الممثلين                                   |
| 2000        | المحقق كونان                 | شيماء علي، ياسر العماري                              |
| 2001        | أليس في بلاد العجائب         | هدى حسين، عبير أحمد                                  |
| 2002        | مملكة النمل                  | أحمد السلمان، هاشم مرزوق                             |
| 2002        | الاخوة الثلاثة               | مجموعة من الممثلين                                   |
| 2003        | سوبر صطار                    | طارق العلي، عبد الناصر درويش، ماغي مطران، شعبان عباس |
| 2004        | قدها ونص                     | طارق العلي، عبد الناصر درويش، حسن البلام، ماغي مطران |
| 2005        | عائلة قرقيعان                | عبد الرحمن العقل، طارق العلي، ماغي مطران، علاء مرسي  |
| 2006        | دانة والحكيم                 | أحلام حسن، شجون الهاجري، عبد الله بوشهري             |
| 2007        | حاميها حراميها               | طارق العلي، هيا الشعيبي                              |
| 2008        | أبطال الفريج                 | خالد أمين، أحلام حسن، هيفاء حسين، فاطمة الصفي        |
| 2009        | أشباع أبو علي                | عبد الإمام عبد الله، محمد العجيمي، جمال الردهان      |
| 2011        | abc123 عرضت في إمارة الشارقة | هند البلوشي، فاطمة الصفي                             |
| 2011        | ضاري يغزو الفضاء             | عبير الجندي، عبد المحسن القفاص                       |
| 2011        | خمسة بيبان                   | محمد العجيمي، أحمد السلمان                           |
| 2013        | بتشاهي                       | داوود حسين، منى شداد، نور الغندور                    |
| 2014        | الحلوه زعلانه                | محمد جابر، أحمد إيراج، حسن الخلف                     |
| 2015        | الطمبور                      | سعد الفرج، عبد الله بهمن، سلطان الفرج                |
| 2016        | خوش حوش                      | مجموعة من المُمثلين                                   |
| 2016        | عندك 500 سلف                 | بشير الغنيم                                          |
| 2019        | عودة ريا وسكينة              | داوود حسين، إلهام الفضالة، هيا الشعيبي، نادية كرم    |

#### المسرح النوعي[10]
| سنه الإنتاج | المسرحية            | بمشاركة                              |
| ----------- | ------------------- | ------------------------------------ |
| 1992        | غرفة بلا نوافذ      | عباس مراد، ياسر العماري              |
| 1993        | الحادث والكائن      | مجموعة من الممثلين                   |
| 1995        | الموعد              | مجموعة من المُمثلين                   |
| 1996        | المشاجرة الأخيرة    | مجموعة من الممثلين                   |
| 1997        | الثقوب              | مجموعة من الممثلين                   |
| 1998        | رحلة النور          | مجموعة من الممثلين                   |
| 1998        | الغريب              | مجموعة من الممثلين                   |
| 1999        | عشاق الأرض          | مجموعة من الممثلين                   |
| 2000        | الفيل يا ملك الزمان | شهاب الجوهر، يعقوب الصليلي           |
| 2001        | معتقل الحكام        | مجموعة من الممثلين                   |
| 2005        | كوكب الأحذية        | خالد أمين، عبد الله بهمن، علي كاكولي |

### الأوبريتات
| سنة الإنتاج | اسم الأوبريت    | بمشاركة                                                 |
| ----------- | --------------- | ------------------------------------------------------- |
| 2000        | لن يأخذوا القدس | مجموعة من الممثلين                                      |
| 2002        | على سيف الوطن   | مجموعة من الممثلين                                      |
| 2010        | دار السلام      | خالد أمين                                               |
| 2015        | للانسانية قائد  | مرام البلوشي                                            |
| 2015        | خليج النور      | مريم الصالح، سليمان الياسين، طارق العلي، يعقوب عبد الله |

### في السينما
| سنه الإنتاج | الفيلم    | بمشاركة                                                |
| ----------- | --------- | ------------------------------------------------------ |
| 2001        | السدرة    | سعد الفرج، خالد أمين، نادر الحساوي                     |
| 2014        | كان رفيجي | فيصل العميري، عبد المحسن القفاص، فاطمة الصفي           |
| 2016        | عتيج      | صلاح الملا، نور الغندور، هيفاء عادل، عبد المحسن القفاص |
| 2018        | ودي اتكلم | جمال الردهان، جاسم النبهان، ليلى عبد الله              |

## المُشاركة في المهرجانات والجوائز
- الإمارات العربية المتحدة - مهرجان المسرحي للشباب الخليجي في الشارقة 1996
- الكويت - الموسم الثقافي الأول - إدارة مسارح المجلس الوطني للثقافة والفنون والاداب 1998
- الكويت - افتتاح مهرجان هلا فبراير (أوبريت) 2002
- الكويت - مهرجان المسرح المحلي 2005 - أفضل مُمثل دور ثاني عن مسرحية كوكب الأحذية.[14]
- الكويت - مهرجان الشهيد فهد الأحمد للدراما 2006 - أفضل مُمثل دور ثاني عن مسلسل الفرية.[15]
- الكويت - عضو لجنة تحكيم في مهرجان أيام المسرح للشباب 2014.[16]
- الكويت - مهرجان الكويت المسرحي
- الكويت - مهرجان الكويت السينمائي
- مصر - مهرجان القاهرة السينمائي الدولي
- مصر - مهرجان القاهرة الدولي للمسرح التجريبي
- مصر - مهرجان الإسكندرية السينمائي الدولي
- الإمارات العربية المتحدة - مهرجان أبو ظبي السينمائي الدولي
- الإمارات العربية المتحدة - مهرجان دبي السينمائي الدولي
- الإمارات العربية المتحدة - مهرجان الخليج السينمائي في دُبي
- الإمارات العربية المتحدة - مهرجان أيام الشارقة المسرحية
- الإمارات العربية المتحدة - مهرجان العين السينمائي
- الإمارات العربية المتحدة - مهرجان الشارقة للمسرح الصحراوي
- الإمارات العربية المتحدة - مهرجان الشارقة للمسرح الخليجي
- قطر - مهرجان قطر السينمائي
- قطر - مهرجان الدوحة ترايبيكا السينمائي
- قطر - مهرجان أجيال السينمائي
- البحرين - مهرجان البحرين السينمائي للأفلام القصيرة
- البحرين - مهرجان البحرين المسرحي
- عمان - المهرجان المسرحي الجامعي - مسقط
- مجلس التعاون الخليجي: مهرجان المسرح الخليجي
- مجلس التعاون الخليجي: مهرجان السينما الخليجي

## روابط خارجية
- خالد البريكي على موقع IMDb (الإنجليزية)
- خالد البريكي على موقع قاعدة بيانات الأفلام العربية
- خالد البريكي على موقع قاعدة بيانات الفيلم (الإنجليزية)